# Closterocoris
Closterocoris is een geslacht van wantsen uit de familie van de Miridae (blindwantsen). Het geslacht werd voor het eerst wetenschappelijk beschreven door Philip Reese Uhler in 1890.

## Soorten
Het genus bevat de volgende soorten:

- Closterocoris amoenus (Provancher, 1887)
- Closterocoris elegans S. Scudder, 1890